# De Didibri-Draken
De Didibri-Draken is een volksverhaal uit Suriname.

## Het verhaal
Een meisje wilde geen enkele man en de draak Didibri met twaalf staarten vertelde zijn elf broers dat hij een poging zou wagen. Op weg naar het dorp leende hij van iedereen het mooiste wat ze bezaten. Hij liet een stukje van zijn lelijkheid achter bij de geesten in het bos, de bloemen, struiken, boomwortels en stenen. Didibri veranderde zo in een aantrekkelijke en charmante man, hij veranderde zijn naam in Je Man. Het meisje roept meteen tegen haar moeder, dat de man die ze wil hebben eindelijk is gekomen. Haar moeder vertrouwt het echter niet en geeft twaalf kalebas-lepels mee. Het meisje moet deze afwassen in de rivier. Als één lepel breekt, is het geen echte man en mag ze niet meegaan. De eerste lepel breekt meteen af, maar het meisje is te verliefd om in dit teken te geloven.
Het meisje gooit de gebroken lepel weg en haalt een andere lepel in de hut. Ze brengt de twaalf lepels naar haar moeder en zegt dat er geen enkele lepel gebroken is. De moeder twijfelt echter nog en zegt het meisje eten aan de man te geven. Het meisje dekt de tafel en gaat weg, zodat hij rustig eten kan. Dididbri eet niet met zijn mond, hij gooit het eten over zijn schouder en eet met zijn je-weet-wel. Het, zogenaamd, achterlijke broertje ziet hoe de draak Didibri eet en zegt niks, want er wordt toch nooit naar hem geluisterd. De moeder geeft toestemming met de man mee te gaan en het broertje vraagt of hij mee mag.
Het broertje wil zijn zus helpen, maar ze wil niet dat hij met haar mee zal gaan. Ze kan geen achterlijk broertje gebruiken tijdens de wittebroodsweken. Broertje verstopt zich in de schoudertas en gaat op deze manier toch met zijn zuster mee. Bij elke geest in het bos, elke boom, elke struik, elke boomwortel, bloem of steen stopt de man. Hij geeft terug wat hij geleend heeft en wordt steeds lelijker. Het meisje huppelt voorop, ze zingt en is blij. Op een gegeven moment draait ze zich om en ziet een afzichtelijk wezen met scheve tanden, een kromme neus en twaalf staarten. Het meisje schreeuwt en de Didibri trekt haar met zich mee.
De Didibri brengt het meisje naar zijn moeder en gaat naar zijn broers. Hij vertelt hen alles over het avontuur en de elf broers vinden dat het meisje direct opgegeten dient te worden. De Didibri besluit eerst op mensen te jagen in het bos, het meisje opeten kan altijd nog. De moeder van Didibri, een gewoon mens, vraagt het meisje waarom ze is meegekomen met de draak. Ze vertelt dat haar zoons alle mensen opeten. Alleen zij wordt in leven gelaten omdat ze hun moeder is. Het meisje krijgt een hut en daar komt het broertje uit de schoudertas. Het meisje wil het broertje omhelzen, maar hij duwt haar van zich af. Hij vertelt dat hij alles heeft gezien en nu naar huis zal gaan.
Het broertje heeft obia-middelen meegenomen en het meisje huilt en smeekt haar broertje om haar mee te nemen naar huis. Het broertje geeft toe en hij vindt het pad. Ze lopen de hele dag en er breekt een onweer los. Harde donderslagen klinken en bomen vallen om. De Didibri-draken keren terug van de jacht op mensenvlees en broertje laat zusje snel obia-middelen inslikken. Het meisje wordt zo klein als een speldenknop en broertje verstopt haar in zijn zak. De reuzen stoppen en vragen wat het misbaksel is en de jongen antwoord half jongen en half meisje te zijn.
De reuzen gaan naar huis en ontdekken dat het meisje weg is. Ze zoeken de jongen en het broertje gooit nog een obia-middel op de grond. Direct ontstaat er een groot meer en de Didibri-draken drinken het water op. Binnen vijf minuten is het meer leeg en de twaalf Didibri-draken volgen het broertje en het meisje opnieuw. Broertje gooit nog een obia-middel op de grond en een grote zee van vuur ontstaat. De Didibri-draken hebben veel gedronken en plassen het vuur nu uit. Het volgende obia-middel zorgt voor een veld van snijdend gras en de Didibri-draken rollen met hun harde huid over het veld en maken het plat. Dan zorgt het broertje voor een berg zo hoog als die bij Moengo en de Didibri-draken graven hem af met hun kromme neuzen.
De laatste obia is erg klein en er ontstaat een smalle kreek. De Didibri draken besluiten dit water niet op te drinken, ze willen gewoon naar de overkant lopen. De kreek is echter zeer diep en ze gaan alle twaalf kopje onder. De Didibri-draken zijn verslagen; ze kunnen wel zwemmen maar hun baard mag nooit nat worden. De Didibri-draken veranderen in steen en je kan ze nog in de kreek zien liggen als rotsen.

## Achtergronden
- De vertellingen in Suriname staan in verband met de religie van verschillende bevolkingsgroepen. De Indianen, Creolen, Marrons, Hindoestanen, Javanen, Chinezen, Libanezen, Hollandse kolonisten en Joden brachten elk eigen gebruiken en wezens mee naar het land. Niemand twijfelt aan hun bestaan en goede of kwade kracht. In Paramaribo, de Nederlandse invloed was daar groot, lijken de verhalen op gewone spookverhalen. Begraafplaatsen liggen daar midden in de stad. In het binnenland, de districten en plantages, liggen ze ver verwijderd van het dorp. In Suriname zijn verhalen bekend over de yorka (spook), leba (geest), bakru (geest), asema (vampier), didibri (draak) en andere wezens. De wezens worden soms met een ander wezen vergeleken (tussen haakjes), maar deze vergelijking is niet sluitend. Er worden in Suriname veel dingen versluierd, van officiële (Nederlandse, christelijke) zijde is altijd gestreden tegen het bijgeloof.
- Didibri zijn slechte wezens. In een verhaal uit Mythen en Sagen uit West-Indië staat een verhaal over een meisje dat verliefd wordt op een boa. De worgslang lijkt op de draak/didibri. De boa wordt ook wel afgodslang genoemd, zie ook boa's.
- In een verhaal van Aleks de Drie is de draak/didibri een twaalfkoppige slang.
- Het motief van de tovereieren of obia-middelen met de kracht om rivieren, vuur en een oerwoud te maken (of een veld met brandnetels) is in verschillende verhalen te vinden. Zie ook Baas boven Baas, De waternimf en De twee koningskinderen.
- Er zijn veel verhalen over broer en zus, zie ook Broertje en zusje.
- In enkele versies van De wolf en de zeven geitjes versteent de wolf, verstenen komt ook voor in De trouwe Johannes (KHM6), De twee gebroeders (KHM60) en Jorinde en Joringel (KHM69), De goudkinderen (KHM85) en De twee koningskinderen (KHM113).
- Het meisje wordt zo klein als een speldenkop en kan zich zo verstoppen. In De wees en de reus kan de reus zich zo klein maken als een vlieg en verstopt zich in de maag van een jongen.